# Blyths kikkerbek
Blyths kikkerbek (Batrachostomus affinis synoniem; Batrachostomus javensis) is een vogel uit de familie Podargidae (kikkerbekken).

## Verspreiding en leefgebied
Deze soort komt voor van noordelijk Thailand, zuidelijk Myanmar, centraal Vietnam tot zuidoostelijk Thailand tot Sumatra en Borneo en telt twee ondersoorten:
- B. a. continentalis: van zuidoostelijk Myanmar tot Thailand, zuidelijk Laos en centraal Vietnam.
- B. a. affinis: zuidelijk Thailand, zuidelijk Maleisië, Sumatra and Borneo.